# Dąbrowa Człuchowska (zniesiona osada)
Dąbrowa Człuchowska – zniesiona osada kaszubska w Polsce, położona w województwie pomorskim, w powiecie człuchowskim, w gminie Przechlewo.
Nazwę zniesiono z 2025 r.
W latach 1975–1998 miejscowość administracyjnie należała do województwa słupskiego.